# رئيس وزراء إثيوبيا
رئيس وزراء إثيوبيا هو رئيس الحكومة الإثيوبية وأقوى شخصية في السياسة الإثيوبية. على الرغم من أن رئيس إثيوبيا هو رئيس الدولة في البلاد، إلا أن سلطاته احتفالية إلى حد كبير، يخول الدستور صراحةً السلطة التنفيذية في مجلس الوزراء، المقر الرسمي لرئيس الوزراء، هو «قصر مينليك» في أديس أبابا. ورئيس الوزراء الحالي هو آبي أحمد علي من الجبهة الثورية الديمقراطية الشعبية الإثيوبية، وهو الشخص الخامس عشر الذي يشغل هذا المنصب.

## قائمة
فيما يلي قائمة رؤساء وزراء أثيوبيا منذ 1909.
| No.                                                                 | الصورة | الاسم (الميلاد–الوفاة)                           | الفترة         | الفترة                     | الفترة             | الحزب                                                                                        | الانتخابات          |
| No.                                                                 | الصورة | الاسم (الميلاد–الوفاة)                           | استلم المنصب   | ترك المنصب                 | المدة              | الحزب                                                                                        | الانتخابات          |
| ------------------------------------------------------------------- | ------ | ------------------------------------------------ | -------------- | -------------------------- | ------------------ | -------------------------------------------------------------------------------------------- | ------------------- |
| • الإمبراطورية الإثيوبية (1137–1974) •                              |        |                                                  |                |                            |                    |                                                                                              |                     |
| 1                                                                   |        | Habte Giyorgis Dinagde (1851–1926)               | 1909           | 12 ديسمبر 1926†            | 16–17 سنوات        | مستقل                                                                                        | —                   |
| 2                                                                   |        | راس هيلا سيلاسي (1892–1975)                      | 1927           | 1 مايو 1936 (نفي)          | 8–9 سنوات          | مستقل                                                                                        | —                   |
| 3                                                                   |        | بيتوديد ولد تزاديك                               | 1 مايو 1936    | 14 مايو 1942               | 6 سنوات و13 أيام   | مستقل                                                                                        | —                   |
| 4                                                                   |        | راس بيتوديد Makonnen Endelkachew (1890–1963)     | 14 مايو 1942   | 27 نوفمبر 1957             | 15 سنوات و197 أيام | مستقل                                                                                        | —                   |
| 5                                                                   |        | راس Abebe Aregai (1903–1960)                     | 27 نوفمبر 1957 | 17 ديسمبر 1960†            | 3 سنوات و20 أيام   | مستقل                                                                                        | 1957                |
| –                                                                   |        | لول راس Imru Haile Selassie (1892–1980) بالوكالة | 14 ديسمبر 1960 | 17 ديسمبر 1960             | 3 أيام             | مستقل                                                                                        | —                   |
| شاغر (17 ديسمبر 1960 – 17 أبريل 1961)                               |        |                                                  |                |                            |                    |                                                                                              |                     |
| 6                                                                   |        | تسيهافي إعزاز Aklilu Habte-Wold (1912–1974)      | 17 أبريل 1961  | 1 مارس 1974 (استقال)       | 12 سنوات و318 أيام | مستقل                                                                                        | 1961 1965 1969 1973 |
| 7                                                                   |        | ليج Endelkachew Makonnen (1927–1974)             | 1 مارس 1974    | 22 يوليو 1974 (خلعه ديرغ)  | 143 أيام           | مستقل                                                                                        | —                   |
| شاغر (22 يوليو 1974 – 3 أغسطس 1974)                                 |        |                                                  |                |                            |                    |                                                                                              |                     |
| 8                                                                   |        | ليج Mikael Imru (1929–2008)                      | 3 أغسطس 1974   | 12 سبتمبر 1974 (خلعه ديرغ) | 40 أيام            | مستقل                                                                                        | —                   |
| • ديرغ (الحكومة العسكرية المؤقتة لإثيوبيا الاشتراكية) (1974–1987) • |        |                                                  |                |                            |                    |                                                                                              |                     |
| ألغي المنصب (12 سبتمبر 1974 – 10 سبتمبر 1987)                       |        |                                                  |                |                            |                    |                                                                                              |                     |
| • جمهورية إثيوبيا الشعبية الديمقراطية (1987–1991) •                 |        |                                                  |                |                            |                    |                                                                                              |                     |
| 9                                                                   |        | Fikre Selassie Wogderess (1945–2020)             | 10 سبتمبر 1987 | 8 نوفمبر 1989 (خلع)        | 2 سنوات و59 أيام   | حزب عمال إثيوبيا ‏                                                                            | 1987                |
| –                                                                   |        | Hailu Yimenu (?–1991) بالوكالة                   | 8 نوفمبر 1989  | 26 أبريل 1991              | 1 سنة و169 أيام    | حزب عمال إثيوبيا ‏                                                                            | —                   |
| –                                                                   |        | Tesfaye Dinka (1939–2016) بالوكالة               | 26 أبريل 1991  | 6 يونيو 1991 (خلع)         | 41 أيام            | حزب عمال إثيوبيا ‏                                                                            | —                   |
| • Transitional Government of Ethiopia (1991–1995) •                 |        |                                                  |                |                            |                    |                                                                                              |                     |
| –                                                                   |        | Tamrat Layne (مواليد 1955) مؤقت                  | 6 يونيو 1991   | 22 أغسطس 1995              | 4 سنوات و77 أيام   | حركة أمهرة الوطنية الديمقراطية (الجبهة الثورية الديمقراطية الشعبية الإثيوبية)                | —                   |
| • إثيوبيا (1995–الآن) •                                             |        |                                                  |                |                            |                    |                                                                                              |                     |
| 10                                                                  |        | ملس زيناوي (1955–2012)                           | 23 أغسطس 1995  | 20 أغسطس 2012†             | 16 سنوات و363 أيام | الجبهة الشعبية لتحرير تغراي (الجبهة الثورية الديمقراطية الشعبية الإثيوبية)                   | 1995 2000 2005 2010 |
| 11                                                                  |        | هايلي مريام ديسالين (مواليد 1965)                | 20 أغسطس 2012  | 2 أبريل 2018               | 5 سنوات و225 أيام  | حركة شعب جنوب إثيوبيا الديمقراطية (الجبهة الثورية الديمقراطية الشعبية الإثيوبية)             | 2015                |
| 12                                                                  |        | آبي أحمد علي (مواليد 1976)                       | 2 أبريل 2018   | في المنصب                  | 6 سنوات و356 أيام  | المنظمة الديمقراطية لشعوب أورومو (الجبهة الثورية الديمقراطية الشعبية الإثيوبية) حزب الازدهار | 2021                |